# کلینیک درد
کلینیک درد (به انگلیسی: pain clinic) مرکز درمانی‌ای است که برای درمان انواع دردهای حاد و مزمنِ مفصلی، ماهیچه‌ای - استخوانی، سرطانی، و سایر انواع دردهای مزمن بنیانگذاری شده‌است. در کلینیک‌های درد، پزشکان فوق‌تخصصیِ درد، به کمک متخصصان پزشکی ورزشی، پزشکی فیزیکی و توانبخشی و روانپزشک یا روان‌شناس بالینی تلاش می‌کنند درد بیمار را درمان کنند یا به اندازه‌ای کاهش دهند که بیمار هرچه بیشتر به توانایی پیشین خود بازگردد و شرایط زندگی راحت‌تر برای بیمار فراهم گردد.
در کلینیک‌های درد، نخست پزشکانِ فوق‌تخصصِ درد با انجام ارزیابی و معاینهٔ دقیق، علت درد بیمار را شناسایی و سپس تلاش می‌کنند با ترکیبی از درمان‌های دارویی، درد بیمار را کاهش دهند و درصورت نیاز، با تغییر میزان و نوع داروی مصرفی، نتیجهٔ بهتری ایجاد کنند. در صورت نرسیدن به نتیجهٔ مناسب، گام بعدی درمان‌های مداخله‌ای (interventional) هستند. این درمان‌ها در اتاق عمل سترون (استریل) و با راهنمایی فلوئوروسکوپی و پرتونگاری انجام می‌شوند تا دقت و ایمنی افزایش یابد.
پس از کنترل کامل یا نسبیِ درد، بیمار به همکاران پزشکی ورزشی یا پزشکی فیزیکی و توانبخشی معرفی می‌شود تا با دریافت نسخه‌های ورزشی، توانایی‌های بدنیِ وی بهبود یابد.
در مرحلهٔ بعد، همکاران متخصصِ روانپزشک یا روان‌شناس بالینی، بیمار را ویزیت و اقدامات یا درمان‌های لازم برای بهبود وضعیت روحی-روانیِ بیمار را تجویز می‌کنند.

## انواع دردهایی که توسط فوق تخصص درد، درمان می‌شود
انواع دردهایی را که توسط این پزشکان درمان می‌شود، در سه گروه اصلی قرار می‌دهیم که به شرح زیر است:
1. درد ناشی از آسیب بافتی مانند آرتروز
2. درد ناشی از آسیب عصبی یا مشکلات سیستم عصبی مانند سکته مغزی
3. درد ایجاد شده به‌دلیل ترکیبی از آسیب بافتی و عصبی مانند کمردرد